# Тосненское городское поселение
Тосненское городско́е поселе́ние — муниципальное образование в Тосненском районе Ленинградской области.
Административный центр — город Тосно.

## Географическое положение
Тосненское городское поселение располагается в центре Тосненского района.
Граничит:
- на севере — с Форносовским городским поселением, Ульяновским городским поселением, Никольским городским поселением и Нурминским сельским поселением
- на востоке — с Любанским городским поселением и Рябовским городским поселением
- на юге и западе — с Лисинским сельским поселением

По территории поселения проходят автодороги:
- М10 (E 95) «Россия» (Москва — Санкт-Петербург)
- М11 (Скоростная автомобильная дорога Москва — Санкт-Петербург)
- А120 (Санкт-Петербургское южное полукольцо)
- 41А-003 (Кемполово — Шапки)
- 41К-170 (Поги — Новолисино)
- 41К-827 (подъезд к дер. Георгиевское)
- 41К-828 (подъезд к дер. Красный Латыш)
- 41К-830 (подъезд к совхозу «Ушаки»)
- 41К-848 (подъезд к дер. Примерное)
- 41К-882 (Ушаки — Гуммолово)

Расстояние до областного центра — 55 км.

## История
Тосненское городское поселение образовано 1 января 2006 года в соответствии с областным законом № 116-оз от 22 декабря 2004 года «Об установлении границ и наделении соответствующим статусом муниципального образования Тосненский муниципальный район и муниципальных образований в его составе». В его состав вошли город Тосно, упразднённые Тарасовская и Ушакинская волости, часть Новолисинской волости.

### Главы
- Гончаров, Валерий Захарович (2015—2017)[5]
- Канцерев, Александр Львович (с декабря 2017)[6]

## Население
| 2006    | 2010    | 2011    | 2012    | 2013    | 2014    |
| ------- | ------- | ------- | ------- | ------- | ------- |
| 42 500  | ↗44 998 | ↘44 984 | ↘44 850 | ↗45 506 | ↗45 598 |
| 2015    | 2016    | 2017    | 2018    | 2019    | 2020    |
| ↘45 307 | ↘44 228 | ↘43 683 | ↘43 282 | ↘42 427 | ↘41 946 |
| 2021    | 2023    | 2024    | 2025    |         |         |
| ↘37 953 | ↘36 726 | ↘35 739 | ↘35 282 |         |         |

## Состав
В составе Тосненского городского поселения находятся три территориальных управления: Новолисинское, Тарасовское и Ушакинское.
В соответствии с Областным законом от 22.12.2004 № 116-оз (в редакции от 6 мая 2010 года N 17-оз) в состав Тосненского городского поселения входят:
| №  | Населённый пункт | Тип населённого пункта        | Население      |
| -- | ---------------- | ----------------------------- | -------------- |
| 1  | Авати            | деревня                       | →10 (2017)     |
| 2  | Андрианово       | деревня                       | ↘115 (2017)    |
| 3  | Георгиевское     | деревня                       | ↗156 (2017)    |
| 4  | Горка            | деревня                       | ↗9 (2017)      |
| 5  | Гутчево          | деревня                       | ↗6 (2017)      |
| 6  | Еглизи           | деревня                       | ↘55 (2017)     |
| 7  | Жары             | деревня                       | ↘65 (2017)     |
| 8  | Красный Латыш    | деревня                       | ↗53 (2017)     |
| 9  | Мельница         | деревня                       | ↗34 (2017)     |
| 10 | Новолисино       | деревня                       | ↘1211 (2017)   |
| 11 | Примерное        | деревня                       | ↗28 (2017)     |
| 12 | Рублёво          | деревня                       | ↗56 (2017)     |
| 13 | Сидорово         | деревня                       | ↘24 (2017)     |
| 14 | Строение         | посёлок                       | ↘159 (2017)    |
| 15 | Тарасово         | деревня                       | ↘845 (2017)    |
| 16 | Тосно            | город, административный центр | ↘31 676 (2025) |
| 17 | Усадище          | деревня                       | ↘39 (2017)     |
| 18 | Ушаки            | посёлок                       | ↘1813 (2017)   |
| 19 | Ушаки            | село                          | ↗1130 (2017)   |

## Экономика
Поселение является самым крупным муниципальным образованием в районе. В нём сосредоточена половина промышленного потенциала Тосненского района.